# Жесть
Жесть — холоднокатаная отожжённая листовая сталь толщиной 0,10—0,36 мм (по ГОСТ Р 52204-2004) с нанесёнными защитными покрытиями из олова или специальными покрытиями, например лаком, цинком, хромом и другими. Выпускается в листах размерами 512—1000 × 712—1200 мм или в рулонах шириной до 1 м, массой до 15 тонн.
Наибольшее распространение в мире имеет жесть, покрытая слоем олова (белая, или лужёная, жесть). По способу нанесения защитного слоя она подразделяется на горячелужёную жесть (со слоем оловянного покрытия толщиной 1,6—2,5 мкм) и жесть, лужёную методом электролитического осаждения (со слоем олова толщиной 0,34—1,56 мкм).
Жесть без защитного покрытия из олова называется нелужёной, или чёрной.

## История жести
Первоначально процесс производства жести был достаточно трудоемким. Листы чёрной (нелуженой) жести размерами 1×1 м и толщиной около 2 мм изготавливались ручным способом, с помощью кузнечных молотов, после чего готовые листы подвергали травлению в бочках с молочной кислотой, которую получали в результате брожения ржаной муки. После травления листы чёрной жести сортировали и подвергали лужению в ёмкостях, для чего использовалось три ванны, в которые поочередно опускали рамы с готовыми листами жести (до 20 штук на раме), после чего вытаскивали их клещами и опускали в холодную воду для остывания. Между операциями лужения листы чёрной жести смазывали салом. В каждую ванну добавляли 600—700 килограммов жидкого олова с добавлением меди (в пропорции 1:70). Данная пропорция была необходима по причине того, что при большем добавлении меди поверхность жести становилась тусклой.
После завершения процесса лужения готовую жесть вручную полировали паклей и смесью из опилок, мела и отрубей до блеска, после чего листы жести отправлялись на упаковку и дальнейшую продажу.
Исторически наиболее известными центрами по производству луженой жести были немецкие города Вунзидель, Нюрнберг и Амберг, однако существует версия, в соответствии с которой первое промышленное производство белой жести было налажено в земле Пфальц, входившей в то время в состав Австрийской империи.

## Происхождение названия
По мнению М. Р. Фасмера (Этимологический словарь русского языка. — М.: Прогресс М. Р. Фасмер 1964—1973) название заимствовано из тюркских языков или монгольского языка: ср. казах. ǯez «желтая медь, жесть», тат. ǯiz «желтая медь», чагат.. алт., тел. čas «жесть, бронза», кыпч. jäz «желтая медь», алт., тел., леб. jäs «медь», бар. jis (Радлов 3, 376, 528, 1909; 4, 85, 154), также монг. ǯes «медь, латунь», калм. zes — то же (Корш, Акад. Слов. 2, 403; ИОРЯС 8, 4, 34; Рамстедт, KWb. 473; Преобр. I, 231). В Казахстане имеется город с названием Жезказган (в советский период Джезказган), название которого происходит от слов Жез (медь) и казган (выкопано). В окрестностях города добывается медь, свинец, цинк и другие цветные металлы.

## Распространение жести в мире
Первоначально производство жести было секретом (подобно производству фарфора), которым на протяжении около 300 лет владели лишь Австрия и Германия.
Однако в 1665 г. секрет изготовления белой жести был украден англичанами, которые постепенно стали перехватывать лидерство у немцев не только перенимая их опыт, но и создавая собственные технологии по производству.
В 1720 году в Уэльсе были построены несколько заводов по изготовлению жести, которые использовали для производства горячекатаные листы металла, а также усовершенствованные процессы травления и лужения, что позволило англичанам захватить рынок и занять место лидера по производству с центром в Уэльсе.

## Жесть в качестве материала для консервных банок
Своему успешному продвижению в мире жесть обязана созданию консервной банки. После объявления Наполеоном I награды в 12 000 франков за метод консервирования продуктов для французской армии, которую получил француз Николя Аппер, коммерсант из Манчестера Пьер Дюран в 1810 году впервые запатентовал идею использования жестяных банок для консервирования. Уже через два года, в Лондоне, двумя инженерами, Джоном Холлом и Брайаном Донкином (который также является изобретателем станка по производству бумаги), была открыта первая в мире фабрика по производству консервных банок, жесть для которых они покупали на заводе в графстве Вустершир.
Корпуса банок того времени изготавливались из прямоугольных листов жести, спаянных по шву, который находился на внутренней стороне банки. Дно банки также припаивалось к стенкам. Если в банке находился твердый продукт (например, мясо), то крышку припаивали после его загрузки в банку, если жидкость (например, сок), то банку спаивали полностью, оставляя лишь отверстие на верхней крышке, через которую заливали жидкость. Отверстие, по окончании процесса, также запаивали. Для открытия таких банок из жести того времени требовалась немалая сила и инструменты, в частности зубило. Кроме того, такие банки были дорогими, так как опытный рабочий мог изготовить не более 5—6 банок в час.
Однако данный факт не мог помешать распространению жести в качестве материала. В связи с быстрым развитием консервной промышленности (в частности в США, как основного производителя говядины того времени) во второй половине XIX века стремительно происходили изменения в конструкции и производстве банок. Этому способствовал запатентованный в 1856 году Генри Бессемером конвертер для передела жидкого чугуна в сталь продувкой воздухом без расхода горючего, что удешевило производство стали. Также немалую роль в расширении производства жести сыграл американский коммерсант Гейл Борден, открывший в 1858 году первый завод по производству сгущённого молока.
В 1890 годах в Англии появляется первая, полностью автоматизированная система по производству банок из жести, которая изготавливала до 6000 банок в час, а также машины для механического лужения, что позволило уменьшить зависимость от ручного труда и удешевить производство банок, что способствовало увеличению производства жести в мире.

## Жесть в XX веке
В первой половине XX века была разработана система непрерывной прокатки стальной ленты. Кроме того, в 1915 году появились технологии электролитического лужения. В 1930 году в Германии было налажено промышленное производство белой жести способом электролитического лужения холоднокатаной стальной ленты. Также распространению способа электролитического лужения поспособствовала Вторая мировая война, вызвавшая перебои с поставками олова. В 1943 году в США также было налажено производство жести методом электролитического лужения и уже через пять лет половина всей белой жести, производившейся в США, изготавливалась этим способом. В последующие тридцать лет оборудование для горячего лужения жести практически повсеместно было вытеснено электролитическими линиями. В дальнейшем для производства жести были внедрены другие технические разработки, такие как непрерывный отжиг, двойная прокатка холоднокатаной стальной ленты и использование дифференциальных (разнотолщинных или разноматериальных) покрытий, что позволило к 1980 году производить более 13 000 000 тонн жести в 37 странах мира.
В настоящее время производство белой жести является одним из основных потребителей олова (до 30 % от общего употребления).

## Современная технология производства белой жести
В России основным документом при производстве жести является ГОСТ Р 52204-2004 «Жесть холоднокатаная чёрная и белая».  Архивная копия от 5 августа 2015 на Wayback Machine Иногда можно встретить ссылки на старый советский ГОСТ 13345-85 «Жесть».  Архивная копия от 22 марта 2011 на Wayback Machine
В настоящее время технология производства белой жести включает в себя следующие процессы:
- выплавка стали заданного химического состава,
- горячая прокатка
- холодная прокатка
- отжиг (непрерывный или в колпаковых печах),
- правка
- нанесение оловянного или хромового покрытия,
- пассивация,
- промасливание,
- резка листов заданных размеров,
- упаковка готовой продукции.

## Виды жести
Белая жесть — чёрная жесть с двухсторонним покрытием оловом, нанесенным методом горячего (жесть ГЖК) и электролитического (жесть ЭЖК) лужения. В зависимости от соотношения толщины покрытия по сторонам, данная жесть производится с одинаковой или дифференцированной толщиной покрытия.
Белая жесть представляет собой тонкий холоднокатанный низкоуглеродистый стальной лист или ленту, покрытую с обеих сторон чистым оловом. Таким образом, она объединяет в себе прочность и пластичность стали, а также коррозионную стойкость, способность к лужению и привлекательный вид олова.
Производство стальной основы и её последующее покрытие оловом являются независимыми друг от друга процессами, так что сталь с любым набором свойств теоретически сочетается с любым возможным покрытием оловом.
Состав стали, используемой для производства жести, строго контролируется. В зависимости от выбранной марки стали и способа обработки могут быть получены различные типы жести с различной пластичностью. В производстве чаще используется белая жесть с диапазоном толщин от 0,13 мм до 0,5 мм.
Жесть может быть покрыта слоем олова различной толщины, и даже каждая сторона жести может быть покрыта слоем олова различной толщины (дифференциальное покрытие) в зависимости от требований, предъявляемых к внутренней и наружной поверхности основной конечной продукции — жестяной банке. Разнообразную отделку поверхности жести производят для различных применений. Белая жесть подвергается специальному режиму пассивации для стабилизации поверхности и улучшения её адгезии к лакам. Она также покрывается очень тонким слоем масла, чтобы улучшить возможность её обработки. Это масло, безусловно, совместимо с пищевыми продуктами.
В процессе производства, в зависимости от качественных характеристик, белая жесть разделяется на марки:
- ЭЖК — жесть электролитического лужения консервная
- ЭЖР — жесть электролитического лужения разного назначения
- ЭЖОН — жесть электролитического лужения общего назначения
- ГЖК — жесть горячего лужения консервная
- ГЖР — жесть горячего лужения разного назначения.

Белая жесть выпускается в рулонах и листах в соответствии со стандартами ГОСТ 13345-85 (СССР), ГОСТ Р 52204-2004 (Россия) и EN 10202:2001 (Европейский Союз).  Архивная копия от 5 августа 2015 на Wayback Machine
Жесть консервная (пищевая) — жесть для производства тары под пищевые продукты и укупорочных изделий (крышки для закатывания, легковскрываемые крышки и пр.).
Консервная (пищевая) жесть производится из чёрной жести путём нанесения двухсторонних покрытий. При нанесении оловянного покрытия получается жесть ЭЖК или ГЖК (электролитическое или горячее лужение соответственно).
При нанесении электролитического покрытия хрома или оксидов хрома получается жесть ECCS (по европейской классификации). Такая жесть требует обязательного высококачественного лакирования. В России хромированная лакированная жесть выпускается под маркой ХЛЖК.
Чёрная жесть — тонколистовая (0,1—0,5 мм) холоднокатаная сталь без защитного покрытия. Изготавливается из сталей марок 08кп, 08пс, 10кп,10пс с химическим составом по ГОСТ 1050. Используется в основном в электротехнической промышленности и машиностроении. Выпускается в рулонах и листах.
Жесть однократной прокатки — полоса из нелегированной малоуглеродистой стали, прокатанная способом холодной прокатки до требуемой толщины, отожженная и дрессированная, которая используется как самостоятельный материал или же для последующего нанесения защитного покрытия. Термин распространяется на чёрную и белую жесть в рулонах и листах.
Жесть двукратной прокатки. В настоящее время во всем мире большое количество консервной жести изготовляется способом двойной прокатки. Чем тоньше и прочней производится белая жесть, тем более эффективно осуществляется использование материала в производстве жестяных банок. После первой холодной прокатки и отжига, вместо дрессировки, стальной лист подвергается второй холодной прокатке с использованием смазки, при этом толщина уменьшается на 10—50 %. В процессе прокатки проявляется эффект упрочнения стального листа, при этом сохраняется значительная пластичность, достаточная для изготовления концов и корпусов банок. Окончательная минимальная толщина составляет 0,12 мм, обычный диапазон толщин 0,14—0,24 мм. В стали двойной прокатки отчетливо проявляется анизотропия механических свойств, поэтому при заказе и использовании такой жести всегда следует указывать и принимать в расчет направление прокатки (например, сворачивание бланков при изготовлении сварной банки должно осуществляться вдоль направления прокатки).
В России жесть двойной прокатки пока не производится, хотя опытные партии такой жести уже выпускались в 2009 году.
Лакированная жесть. Лакировка и литографирование белой жести осуществляется для защиты внутренней и наружной поверхности и улучшения внешнего вида консервной тары, что значительно повышает её конкурентоспособность. Наносят лаковые покрытия на автоматическом оборудовании. Метод нанесения покрытий на листы осуществляет посредством валков. Листы жести покрываются лаками и проходят через сушильные печи. Пары растворителей, выделяющиеся при отвердевании лаков, дожигаются при высокой температуре в специальных установках.
Современные литографические машины позволяют окрашивать жесть в любые цвета. Печать на металлических листах (литографирование) осуществляется офсетным способом, используются краски, отвердевающие в сушильных печах при высокой температуре. Полноцветная печать фотографического качества с учетом нанесения покровных лаков требует до 9 листопрогонов.
Существуют линии печати конвенциональными красками и в последнее время широкое распространение получили линии печати УФ-красками. Печать с помощью красок с отвердением под воздействием ультрафиолетового облучения имеет много преимуществ по сравнению с традиционным способом: экономия площади, экономия времени, экономия красок, более высокая скорость печати (до 10 000 листов в час).
У этой технологии есть также и негативные стороны: требования к условиям производства значительно выше (температура и влажность в помещении), краски стоят значительно дороже своих конвенциональных аналогов и срок их хранения короче, выбор поставщиков ультрафиолетовых красок значительно уже, адгезия к металлу хуже, что приводит к отслаиванию краски при сильной деформации жести в дальнейшем.
Лакированная жесть регулируется российским стандартом о технических требованиях к жести белой в листах, лакированной ОСТ 10 138-88.

## Характеристики и марки выпускаемой российской промышленностью жести
- Жесть ЭЖК — белая консервная жесть электролитического лужения (ГОСТ 13345-85,ГОСТ Р 52204-2004,СТП ЭПК-04-2010)
- Жесть ГЖК — белая консервная жесть горячего лужения (ГОСТ 13345-85,ГОСТ Р 52204-2004)
- Жесть ЭЖР — белая жесть электролитического лужения разного назначения (ГОСТ 13345-85)
- Жесть ЭЖК-Д — белая консервная жесть электролитического лужения с дифференцированным покрытием (ГОСТ 13345-85)
- Жесть ЭЖОН белая жесть электролитического лужения общего назначения (ТП 14-101-105; СТП ЭПК-01-2005)

Подразделения жести по степени твердости: А1, А2, В, С, D
Подразделения жести по массе покрытия оловом:
- для белой жести горячего лужения: I и II классы,
- для белой жести электролитического лужения: с одинаковым покрытием I, II, и III классов, с дифференцированным покрытием ДI, ДII, ДIII.

Перспективно применение жести с безоловянным покрытием — электролитически хромированной с толщиной слоя металлического хрома 0,01—0,05 мкм, на который наносится слой эпоксифенольного лака толщиной 3—8 мкм.
По видам производства жесть может производиться в листах или рулонах.

## Допустимые отклонения в производстве
Разнотолщинность в разных точках листа или полосы в рулоне на участке длиной 1 м для жести белой марки ЭЖК не должна превышать (ГОСТ Р 52204-2004):
0,01 мм — для жести толщиной от 0,14 до 0,28 мм включительно;
0,02 мм — для жести толщиной от 0,29 до 0,36 мм включительно.
Для жести марки ЭЖР допускается увеличение нормы разнотолщинности на 0,01 мм по сравнению с жестью марки ЭЖК.
Разнотолщинность в разных точках листа или полосы в рулоне на участке длиной 1 м для жести марки ЭЖК не должна превышать (ГОСТ 13345-85):
0,01 мм — для жести толщиной 0,18 мм;
0,02 мм — для жести толщиной от 0,20 до 0,32 мм включительно;
0,03 мм — для жести толщиной 0,36 мм.

## Применение жести
- Консервные банки. Тара из жести имеет преимущество перед упаковкой из картона или пластика, а именно легкость процесса высокотемпературной стерилизации продукта. Однако, наряду с этим есть и недостаток — невозможность использования для разогрева в микроволновой печи.
- Тара для лакокрасочных материалов.
- Тара для нефтехимических продуктов.
- Хозяйственные изделия — ведра, банки, крышки, терки и пр.
- Аэрозольные баллоны с различным содержимым.
- Художественно оформленная тара из жести, применяемая для хранения пищевых или косметических продуктов.
- Информационные указатели, начиная от дверных табличек, и заканчивая дорожными знаками
- В строительстве — кровельные элементы, системы вентиляций, трубы, козырьки и пр.
- Несущие конструкции миниатюрных моделей транспортных средств и техники, в том числе радиоуправляемые.